# Gerard I de Vaudémont
Gerard I d'Alsàcia, nascut cap a 1057, mort el 1108, va ser el primer comte de vaudémont, de 1070 a 1108. Era el segon fill de Gerard d'Alsàcia, duc de Lorena, i d'Hedwiga de Namur.
A la mort del seu pare, el 1070, va reivindicar una part de les terres paternals, i es va comportar en senyor bandit, destrossant les terres al sud de Lorena. Thierry II de Lorena que estava ja enfrontat amb Lluís comte de Montbéliard i comtat de Bar, per a la successió del ducat, li va donar una part del pagus del Saintois, que estava situat al voltant de Vaudémont, i l'emperador Enric IV li va atorgar la dignitat comtal.
De fet, a partir d'aquesta investidura, va col·laborar de manera estreta amb el seu germà, combatent els comtes de Montbéliard i guardant així la frontera sud del ducat de Lorena.
Va combatre contra un duc de Borgonya i va ser fet presoner cap a 1080, però a part de Jean de Bayon que relata la història alguns segles després amb alguns errors (per exemple el nom del duc de Borgonya és desconegut, entre altres), cap altre document no esmenta l'episodi. Tanmateix, la sobirania feudal del duc de Borgonya sobre les senyories de Charmes i de Ramberailles, possessions dels Vaudémont, està testificada, i l'episodi mencionat podria explicar l'origen d'aquesta sobirania feudal.
Gerard és citat en nombrosos actes en relació amb diferents abadies, en tant que subscriptor o testimoni, a excepció del període comprès entre 1097 i 1101. Aquesta absència es podria explicar per una participació en la primera croada, però cap dels cronistes d'aquesta no menciona la seva presència.
Es va casar cap a 1080 Hedwiga d'Eguisheim († vers 1126) filla de Gerard, comte d'Eguisheim i de Dagsbourg, que era germà del papa Lleó IX. Van tenir a:
- Hug I († 1155)
- Gisela (1090 † 1141), casada amb Renard III, comte de Toul, i després amb Renald I el Borni († 1149), comte de Bar
- Estefania, († 1160/1188), casada amb Frederic I (+ 1160) comte de Ferrette
- Judit († vers 1163), abadessa de Remiremont, després de Saint-Pierre a Metz

## Font
- Michel François, Histoire des comtes et du comté de Vaudémont des origines à 1473